# Sokratis Dimitriou
Sokratis Dimitriou (* 5. Januar 1919 in Detmold; † 15. April 1999 in Graz) war ein griechisch-deutscher Architekt und Kunsthistoriker.

## Leben
Sokratis Dimitriou besuchte Schulen in Hamburg und Thessaloniki und studierte in München und Wien Architektur, Kunstgeschichte und Theaterwissenschaft.
Nach dem Studium arbeitete er als freier Publizist und wurde in weiterer Folge leitender Redakteur der Architekturzeitschriften „der aufbau“, „bau“ und „bauforum“.
Von 1967 bis 1989 leitete er als Professor das Institut für Architekturtheorie, Kunst- und Kulturwissenschaften an der Technischen Universität Graz, von 1983 bis 1987 war er Dekan der Fakultät für Architektur. Ihm folgte die Kunsthistorikerin Karin Wilhelm nach.
Friedrich Achleitner würdigte in einer Laudatio zum 80. Geburtstag Dimitriou als geborenen Generalisten, wichtigen Lehrer und kritischen Begleiter der steirischen Gegenwartsarchitektur.

## Ausstellungen
- 1984: Kurator der Ausstellung Architekturvision im und um den Grazer Schloßberg im Rahmen des Steirischen Herbstes.[2]

## Mitgliedschaften
Dimitriou war Mitglied der Grazer Altstadtkomission, des Ausschusses für die Ausgestaltung von Landesbauten der Steiermark, Vorstandsmitglied des Städteforums Graz und Mitbegründer und Vorsitzender vom Haus der Architektur in Graz.

## Publikationen
- (Redaktion): Stadterweiterung von Graz. Gründerzeit. Herausgegeben vom Stadtmuseum Graz, Leykam, Graz 1979, ISBN 978-3-7011-7083-8.
- mit Gerhard Klammet (Fotos): Die griechischen Inseln. Landschaft, Kultur und Geschichte. Kohlhammer Verlag, Stuttgart 1974 1984, ISBN 978-3-17-008104-8.
- mit Gerhard Klammet (Fotos): Die türkische Westküste. Das neue Reiseland mit seinen alten Kulturstätten. Kunstführer, Kohlhammer Verlag, Stuttgart 1976 1987, ISBN 978-3-17-009788-9.